# Андресен, Бьёрн
Бьёрн Юхан Андресен (швед. Björn Johan Andrésen; род. 26 января, 1955, Стокгольм, Швеция) — шведский актёр и музыкант.

## Карьера
Окончил музыкальное училище Адольфа Фредрика в Стокгольме. Дебютировал на большом экране в возрасте пятнадцати лет в ленте «Шведская история любви» (швед. «En kärlekshistoria»), 1970, реж. Рой Андерссон.

Мировую известность Бьёрну Андресену принесла роль Тадзио в знаменитой экранизации рассказа Томаса Манна «Смерть в Венеции» (1971, реж. Лукино Висконти). В дальнейшем, однако, Андресен резко отрицательно отзывался об этом своём опыте, заявляя, что эротическое влечение взрослого человека к подростку ему глубоко несимпатично, а посещение во время съёмок фильма гей-бара, куда его привёл режиссёр для лучшего понимания роли, вызвало у него тягостное впечатление. В 2003 году Андресен выступил с резким протестом против появления его фотографии в роли Тадзио на обложке книги Жермен Грир «Прекрасный юноша» (англ. The Beautiful Boy), в которой рассматривается юноша и подросток как эротический объект (издатели не обязаны были заранее спрашивать у Андресена разрешения, поскольку правами на фотографию владел фотограф Дэвид Бейли). В интервью 2002 года Андресен заявил: 
Роль Тадзио не стала для меня травмой, но оказалась обременительной тенью. Жизнь без неё была бы легче, но не настолько интересной.
В дальнейшем эпизодически снимался в фильмах и телесериалах, несколько лет проработал в Японии. Кроме того, Андресен является профессиональным музыкантом и до недавнего времени регулярно выступал и гастролировал с танцевальной группой Sven Erics.
Андресен живет в Стокгольме. У него есть дочь Робин (р. 1984) от бывшей жены, поэтессы Сюзанны Роман. У них был также сын по имени Элвин, который умер от синдрома внезапной детской смерти в возрасте 9 месяцев. После смерти сына Андресен впал в глубокую депрессию. В интервью в 2020 году он заявил, что снова встретит своего сына в загробной жизни. У Андресена есть внук и внучка.
В 2021 году вышел документальный фильм «Самый красивый мальчик в мире» режиссеров Кристины Линдстрём и Кристиана Петри о жизни и творчестве Андресена.

## Фильмография
| Год       |     | Русское название                        | Оригинальное название            | Роль               |
| --------- | --- | --------------------------------------- | -------------------------------- | ------------------ |
| 1970      | ф   | Шведская история любви                  | En kärlekshistoria ...           | приятель Пера      |
| 1971      | ф   | Смерть в Венеции                        | Morte a Venezia                  | Тадзио             |
| 1977      | ф   | Крутая остановка                        | Bluff Stop                       | Стефан             |
| 1981      | ф   | Бесхитростное убийство                  | Den enfaldige mördaren           | Ангел              |
| 1982      | ф   | Вдовец на неделю                        | Gräsänklingar                    | Оса                |
| 1985      | ф   | Король контрабандистов                  | Smugglarkungen                   | игрок в теннис     |
| 1986      | ф   | Усы и горох                             | Morrhår & ärtor                  | пианист            |
| 1987      | ф   | Хорошая посадка                         | Lysande landning                 | Алекс Ленке        |
| 1989      | ф   | Дети-одуванчики                         | Maskrosbarn                      | Фредрик            |
| 1990      | ф   | Люцифер поздним летом – жёлтый и чёрный | Lucifer Sensommer – gult og sort | Маннен             |
| 1992      | кор | Шалаш                                   | Kojan                            |                    |
| 2004      | ф   | Человек-пеликан                         | Pelikaanimies                    | пианист            |
| 2005      | ф   | Человек-лазер                           | Lasermannen                      | Нильссон           |
| 2005—2013 | с   | Валландер                               | Wallander                        | Андреас Марнелл    |
| 2016      | ф   | Шелли                                   | Shelley                          | Лео                |
| 2016—2018 | с   | Прилив                                  | Springflogen                     | Бенесман           |
| 2017      | с   | Тайны Сильверхёйда                      | Jordskott                        | человек подо льдом |
| 2019      | ф   | Солнцестояние                           | Midsommar                        | Дан                |